# 김의 전쟁
"김의 전쟁"은 1992년에 개봉한 대한민국의 영화이다.

## 캐스팅
- 유인촌 : 김희로 역
- 이혜숙 : 후사꼬 역
- 김복희 : 어머니 역
- 김형일 : 소가 역
- 신우철 : 조호행 역
- 심우창 : 오하시 형사 역
- 김형진 : 고이즈미 형사 역
- 주호성 : 최상수 역
- 김일우 : 오까무라 역
- 방덕모 : 수사본부장 역
- 정운봉 : 수사과장 역
- 황춘수 : 노무라 역
- 김형영 : 오모리 역
- 박종철 : 시바다 역
- 신철진 : 여관주인 역
- 주마리 : 아내 역
- 김현우 : 인질 1 역
- 고인배 : 기자 1 역
- 조태봉 : 기자 2 역
- 박은석 : 어린희로 역
- 최종원 : 담임선생 역
- 안혜리 : 오까무라의 여자 역
- 최용해 : 후사꼬의 오빠 역
- 김이호
- 홍성찬
- 송복철
- 정두홍
- 황재석
- 한봉구
- 한경선
- 박상현
- 임준환
- 고재현
- 권성환

## 수상
- 1992년 제28회 백상예술대상
  - 영화부문 남자최우수연기상 - 유인촌
  - 영화부문 시나리오상 - 김영빈, 유상욱 (영화 감독)
  - 영화부문 신인감독상 - 김영빈
- 1992년 제13회 청룡영화상
  - 신인감독상 - 김영빈